# Cyclopecten carlottensis
Cyclopecten carlottensis is een tweekleppigensoort uit de familie van de Propeamussiidae. De wetenschappelijke naam van de soort is voor het eerst geldig gepubliceerd in 1968 door Bernard.